# Sietas Typ 34
Der Typ 34 ist ein Küstenmotorschiffstyp der Sietas-Werft in Hamburg-Neuenfelde, von dem im Jahr 1963 mit der Grete Hauschildt nur ein Exemplar gebaut worden ist.

## Geschichte
Die vom Hamburger Reeder Julius Hauschildt in Auftrag gegebene Grete Hauschildt lief am 9. Februar 1963 mit der Baunummer 474 vom Stapel und wurde am 27. April 1963 von der Werft abgeliefert. Die Bereederung des Schiffs übernahm die Korrespondentreederei Küstenschiffahrt Bauer & Hauschildt.
Während des Orkans am 6. Dezember 1973 befand sich die Grete Hauschildt mit einer Ladung Phosphatdünger auf der Fahrt von Gent nach Kiel. Gegen 19:50 Uhr setzte der Kapitän nördlich von Norderney auf Position 53°50′N, 07°05E einen Notruf ab, wobei er mitteilte, dass ein Lukendeckel in schwerer See gebrochen und über Bord gegangen sei. Die Lenzpumpen waren nicht in der Lage, die aufgenommenen Wassermengen aus dem Laderaum zu befördern. Vier Hubschrauber und zwei Flugzeuge der Bundeswehr sowie mehrere Handelsschiffe, darunter das Fährschiff Prinz Hamlet (IMO-Nr. 7320332) und der 220.000-Tonnen-Tanker Fernhaven (IMO-Nr. 6906854), nahmen Kurs auf den Havaristen. Die Prinz Hamlet erreichte das Schiff kurz vor Mitternacht und versuchte es luvseitig gehend vor dem Seegang zu schützen. Zu dieser Zeit wurde versucht, die sieben Besatzungsmitglieder per Hubschrauber von Bord abzubergen, was jedoch misslang. Die Grete Hauschildt sank am 7. Dezember kurz nach 3:00 Uhr rund fünf Seemeilen nördlich des Feuerschiffs Elbe 1 auf Position 54°05′06″N, 08°06′30″E. Etwa 30 Minuten nach dem Untergang wurden drei Besatzungsmitglieder per Hubschrauber lebend aus einer Rettungsinsel geborgen, zwei weitere fand man tot in einer anderen Rettungsinsel. Der Kapitän und der Steuermann blieben vermisst.

## Technik
Die Grete Hauschildt hatte eine Länge von 57,18 m (51,00 m Lpp, 53,79 m registrierte Länge) und eine Breite von 9,62 m. Bei Ablieferung war sie mit 424 BRT und einer Tragfähigkeit von 690 dwt vermessen worden. Das Schiff besaß zwei Laderäume mit einem Rauminhalt von insgesamt 940 m³ (843 m³ Ballenraum). Die beiden Luken war jeweils 13,20 m lang und 6,00 m breit. Es wurden einfache Lukendeckel aus Holz mit seefester Abdeckung aus Persenning verwendet. Als werftseitiges Ladegeschirr hatte das Schiff zwei Ladebäume mit einer Tragkraft von jeweils zwei Tonnen sowie einen mittschiffs montierten 5-Tonnen-Kran des Herstellers Atlas erhalten. Die Grete Hauschildt wurde von einem  300 PS leistenden Sechszylinder-Viertakt-Dieselmotor des Herstellers Klöckner-Humboldt-Deutz (KHD) angetrieben, der auf einen Festpropeller wirkte. Ihre Höchstgeschwindigkeit betrug 10 Knoten.